# 聖アントニウスの誘惑 (ボス、プラド美術館)
『聖アントニウスの誘惑』（せいアントニウスのゆうわく、蘭: De verzoeking van de H. Antonius、西: Las tentaciones de San Antonio Abad、英: The Temptation of Saint Anthony）は、初期フランドル派の巨匠ヒエロニムス・ボスが1510年から1515年頃に制作した絵画である。油彩。主題は悪魔の誘惑に耐える聖アントニウスの物語から取られている。帰属について疑問視する見解もあるが、一般的にボスの作品として認められている。現在はマドリードのプラド美術館に所蔵されている。またアムステルダム国立美術館などに4点のヴァリアントが所蔵されている。

## 主題
3世紀から4世紀の聖人である聖アントニウスは修道院制度の創始者とされている。アレクサンドリアのアタナシオスの『聖アントニウスの生涯』やヤコブス・デ・ウォラギネの『黄金伝説』によると、エジプトに生まれた聖アントニウスは、両親が死去すると財産を貧しい人々に分け与えたのち、砂漠に隠遁し、隠者として孤独な生活を続けたが、悪魔の誘惑に苦しめられたと伝えられている。

## 作品
ボスは自然の荒野の中で思索に耽る聖アントニウスを描いている。その表現は極めて独創的である。聖アントニウスは大木の幹にできた大きな洞（うろ）に座っているが、その様子はまるで樹木が聖アントニウスの背後を守っているかのようである。樹木の上部には雨風をしのぐための簡単な藁葺きの屋根が設けられている。さらに高い場所には鐘が取りつけられ、下から鳴らすことができるように黒い紐が結ばれている。思索する聖アントニウスは書物を手にしておらず、閉じられた書物がベルトに吊り下げられている。聖アントニウスの典型的なアトリビュートとして挙げられる豚と鈴のうち、豚は聖人の足元で静かに横たわっており、また鈴は豚の耳につけられている。悪魔たちは画面の中に多く描かれているが、一般的な聖アントニウスの描写とは対照的に聖人の深い瞑想の邪魔をしていない。画面左の中景には礼拝堂と聖人の住居がある。礼拝堂の前を流れる水路には橋が架けられており、橋を渡ったところに礼拝堂の門が立っている。門の屋根の上にはタウ十字が取りつけられ、礼拝堂および聖人の住居であることが示されている。

### 悪魔

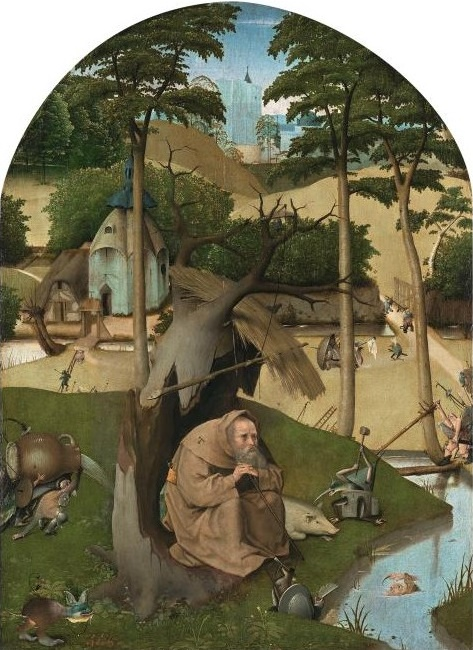
本来はアーチ状の板絵であった。

とりわけ本作品の大きな特徴は、前景から中景全体に散らばっている悪魔たちが聖アントニウスを攻撃していないことである。もちろん画面の中の悪魔たちに聖人を攻撃する意思がないのではなく、むしろその逆であり、彼らは聖人を攻撃する準備をしているため、まだ聖人と悪魔たちの間に対立は発生していない。
たとえば、前景の悪魔たちは聖人に接近して攻撃しようとしている。画面左隅の怪物は聖人を攻撃するさいに舌舐めずりしているように見える。画面右の水辺では1人の悪魔が水面から顔を出して聖アントニウスの様子を窺っている。悪魔の指には鋭く長い爪がある。また水際ではナイフを手にした悪魔が矢を放とうとして弓を構えている。さらに豚の近くでは鳥の姿をした悪魔が柄の長い木槌を振り上げている。中景では複数の悪魔たちが聖人の家屋がある礼拝堂へと向かっている。彼らの中には梯子を担いで運んでいる者、盾の後ろに身を隠しながら進む者がいる。彼らの進む先にある礼拝堂ではすでに火が放たれており、建物の背後にあるわずかな隙間では火が燃え上がり、建物の入口の内側は炎の発する光で赤らんでいる。
本作品の興味深い細部の1つは画面左隅で水の入った容器を運んでいる悪魔たちである。彼らは頭上の容器を横に倒し、聖人が座っている樹木の背後で燃え上がっている炎に水をかけている。修復される以前はこの炎は確認できず、現在でも火花と煙しか確認できないが、これは間違いなく麦角中毒の症状として知られる「聖アントニウスの火」（Saint Anthony's fire）を暗示している。

### 制作

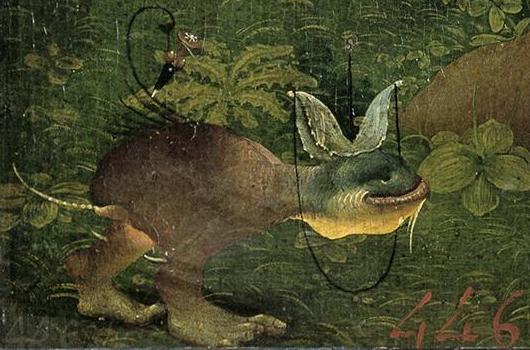
画面左下の怪物。

本作品の描法はボスの他の真筆画と類似している。ボスは動物性の膠の結合剤を使用した白亜地の上に、淡い灰色の下塗りの薄い層を塗布している。顔料は伝統的にボスを含む15世紀のフランドルの画家たちが使用しているものを使っている。ボスはそれらを非常に薄い単一の絵具層で塗っているが、いくつかの領域ではボスの作品でよく見られるように絵具層を重ねたり、塗り直した箇所が多く見られる。
ボスはいつものように、奇妙な悪魔たちの図像を日常生活でよく見かける物で構築している。たとえば聖アントニウスの豚の近くにいる鳥の姿をした悪魔の身体の一部を覆っている漏斗は、ボスがよく使用するモチーフである。さらにこれらの怪物たちはボス自身によって描かれており、他の作品と同様の技法を用いて描かれている。下絵は特に豊富ではなく、輪郭を描くことに限定されている。またボスは制作過程で変更を加えている。たとえば、木の藁屋根の前部を支えている枝は下絵の段階ではより高い位置にあり、より斜めの角度で描かれていた。
支持体は2枚のバルト産のオーク材で構成されている。年輪年代学の調査により、支持体に使用された木材がほぼ間違いなく1464年から使用されていた可能性があるという結果が出ている。

### 後代の変更
もともとこの板絵の上部はアーチ状をしていたが、19世紀に角が追加されて風景が拡大され、長方形の板絵に変更された。また、時期は不明だが、聖アントニウスと背景など画面のいくつかの部分が損傷を受けたため、修復を受け、部分的に塗り直されている。この修復者の塗装技術はボスと類似しており、おそらくフランドルで修復されたと考えられている。現在は、付加された部分を覆う額で隠して展示している。

## 来歴
絵画は16世紀半ばにコルテス侯爵フアン・デ・ベナビデス（Juan de Benavides, marqués de Cortes）が所有したことが知られている。1563年に侯爵が死去すると、絵画は競売にかけられ、スペイン国王フェリペ2世によって購入され、1572年5月8日にエル・エスコリアル修道院に送られた。その後、絵画は250年以上もの間、エル・エスコリアル修道院で保管されたのち、1839年にプラド美術館に収蔵された。

## ギャラリー
ヒエロニムス・ボスの同主題の他の作例

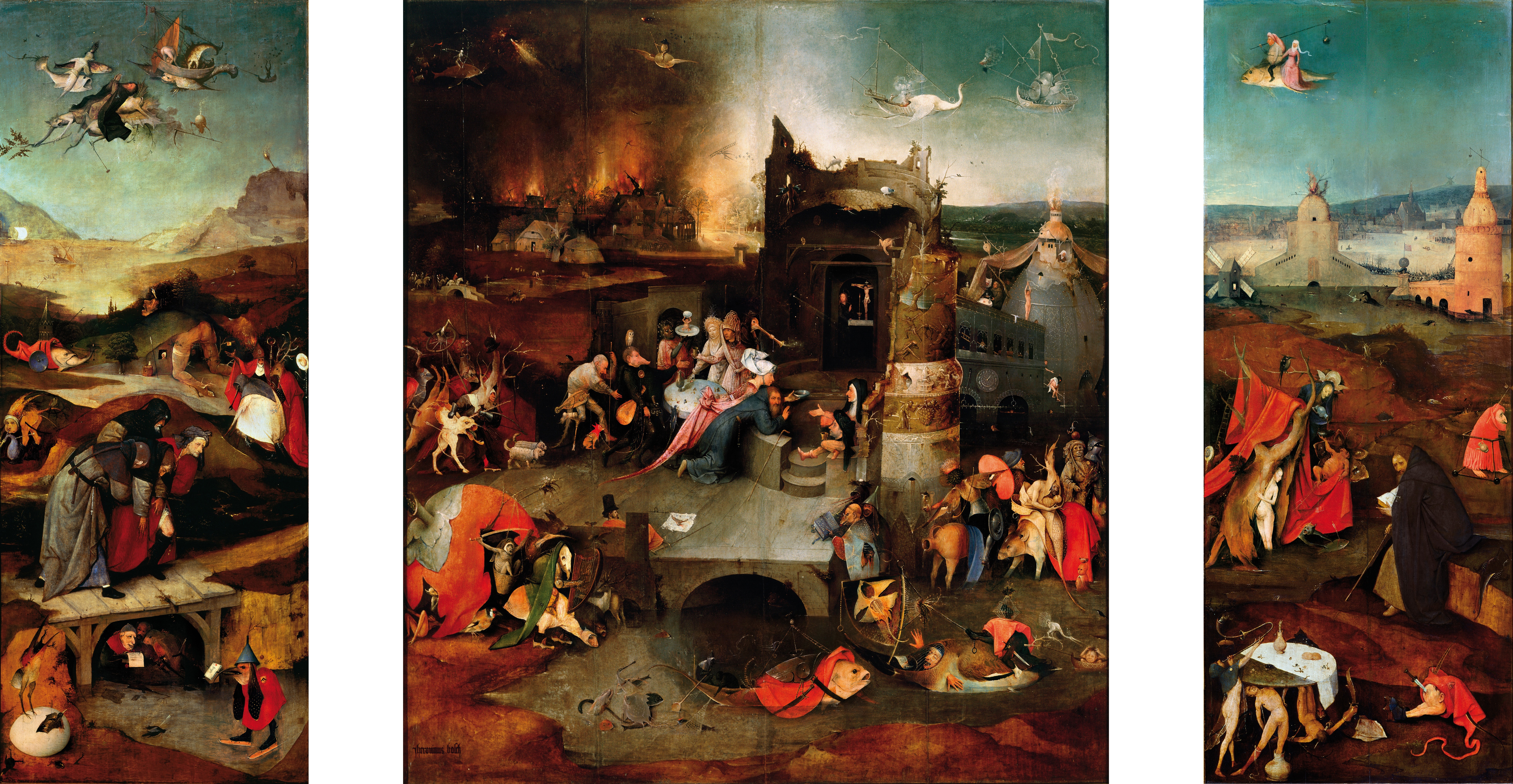
『聖アントニウスの誘惑の三連祭壇画』1501年頃 国立古美術館所蔵
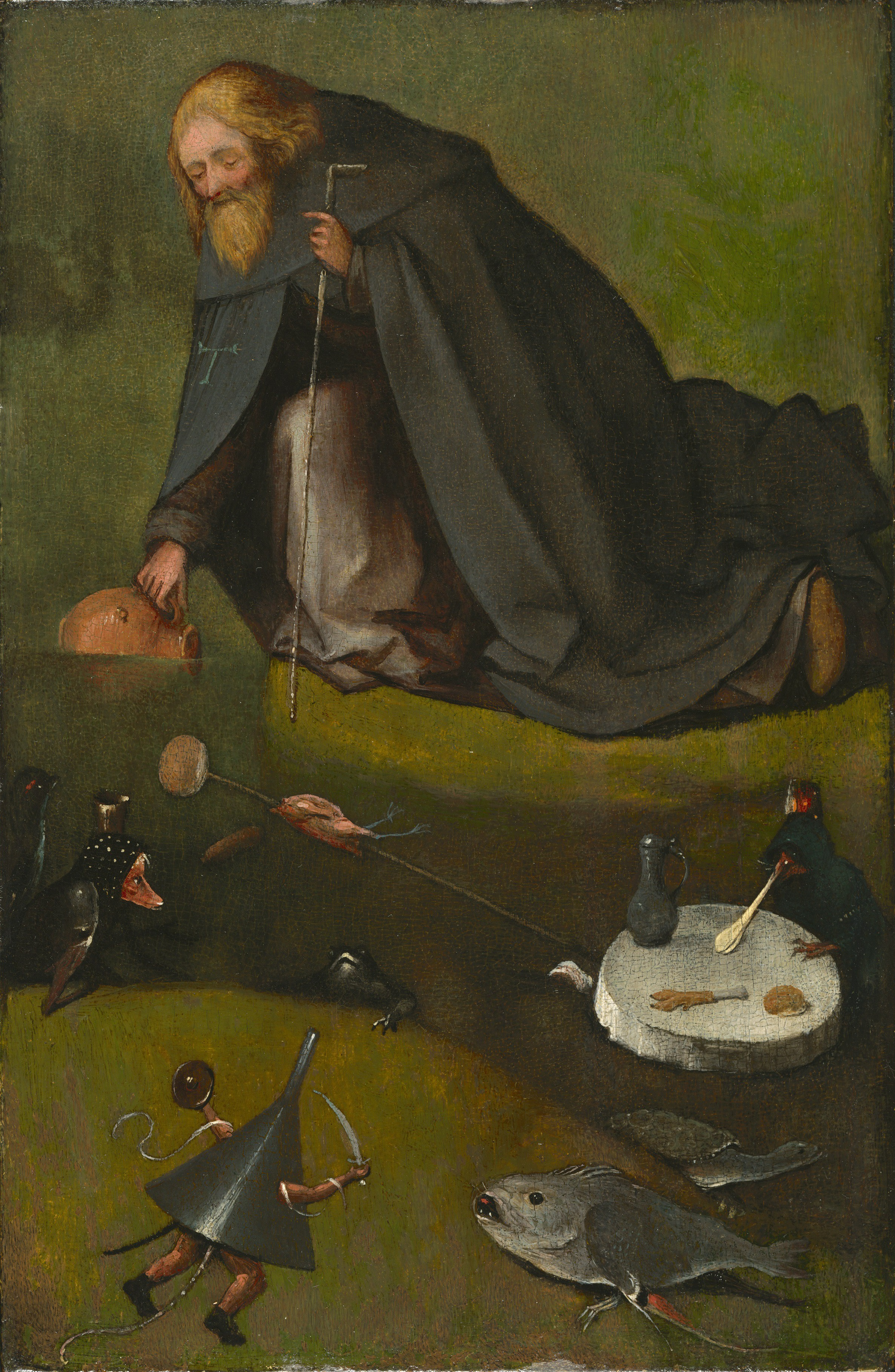
『聖アントニウスの誘惑』1500年-1510年頃 ネルソン・アトキンス美術館所蔵